# Шкребић
Презиме Шкребић своју колијевку има у околини Теслића, у Републици Српској. Ту у два села, Врелима и Жарковини, живе двије веће гране Шкребића. Према њиховим породичним сјећањима, њихов родоначелник се доселио негдје из Ливна.
У околини Дервенте, у Републици Српкој, пре рата 1992—1995. постојала је мања грана Шкребића исламске вјероисповијести, који су се раселили током рата, па данас живе по градовима Федерације Босне и Херцеговине.
Шкребићи немају никаквих сазнања о поријеклу презимена нити о његовој етимологији. Најдаљи утврђени предак рођен је почетком 19. вијека.
Сви Шкребићи славе Светог Георгија (Ђурђевдан), а већина послужује и Ђурђиц.

## Истакнути Шкребићи
- Ново Шкребић (1953), дипломирани инжењер технологије, сувласник и директор »Дестилација« а.д. Кандидат за начелника Теслића на изборима 2012. године.[1]
- Славко Шкребић (1955), привредник, политичар, предсједник СО Теслић од 2008. године[2]
- Драгутин Шкребић (1959), правник, власник и директор ДОО »Шкребић Компани«. Активан политичар у Народној Демократској странци (НДС). Посланик у Скупштини Републике Српске. Посланик у СО Теслић[3]